# EFL Championship 2016/17
Die EFL Championship 2016/17 war die 13. Spielzeit der englischen EFL Championship und zugleich die 25. Saison der höchsten Spielklasse der English Football League – nach Einführung der Premier League – als nur noch zweithöchste englische Liga. Die Saison begann am 5. August 2016 und endete am 7. Mai 2017.

## Teams
Insgesamt spielen 24 Teams in der zweiten englischen Liga, darunter 18 aus der Saison 2015/16. Als Aufsteiger aus der Football League One 2015/16 kamen Wigan Athletic, Burton Albion und der FC Barnsley dazu. Die drei Absteiger aus der Premier League 2015/16 komplettierten das Teilnehmerfeld: Newcastle United, Aston Villa und Norwich City.
| Verein                  | Stadt                   | Stadion                            | Kapazität |
| ----------------------- | ----------------------- | ---------------------------------- | --------- |
| Aston Villa             | Birmingham              | Villa Park                         | 42.640    |
| FC Barnsley             | Barnsley                | Oakwell Stadium                    | 23.000    |
| Birmingham City         | Birmingham              | St. Andrew’s Stadium               | 31.016    |
| Blackburn Rovers        | Blackburn               | Ewood Park                         | 31.154    |
| FC Brentford            | Brentford, London       | Griffin Park                       | 12.763    |
| Brighton & Hove Albion  | Brighton                | American Express Community Stadium | 30.750    |
| Bristol City            | Bristol                 | Ashton Gate Stadium                | 21.497    |
| Burton Albion           | Burton-upon-Trent       | Pirelli Stadium                    | 06.912    |
| Cardiff City            | Cardiff                 | Cardiff City Stadium               | 33.000    |
| Derby County            | Derby                   | iPro Stadium                       | 33.597    |
| FC Fulham               | Fulham, London          | Craven Cottage                     | 25.700    |
| Huddersfield Town       | Huddersfield            | John Smith’s Stadium               | 24.500    |
| Ipswich Town            | Ipswich                 | Portman Road                       | 30.311    |
| Leeds United            | Leeds                   | Elland Road                        | 39.460    |
| Newcastle United        | Newcastle-upon-Tyne     | St. James’ Park                    | 52.387    |
| Norwich City            | Norwich                 | Carrow Road                        | 27.220    |
| Nottingham Forest       | Nottingham              | City Ground                        | 24.357    |
| Preston North End       | Preston                 | Deepdale                           | 23.403    |
| Queens Park Rangers     | Shepherd’s Bush, London | Loftus Road                        | 19.148    |
| FC Reading              | Reading                 | Madejski Stadium                   | 24.224    |
| Rotherham United        | Rotherham               | AESSEAL New York Stadium           | 12.021    |
| Sheffield Wednesday     | Sheffield               | Hillsborough Stadium               | 39.812    |
| Wolverhampton Wanderers | Wolverhampton           | Molineux Stadium                   | 31.700    |
| Wigan Athletic          | Wigan                   | DW Stadium                         | 25.138    |

## Abschlusstabelle
| Pl. | Verein                  | Sp. | S  | U  | N  | Tore    | Diff. | Punkte |
| --- | ----------------------- | --- | -- | -- | -- | ------- | ----- | ------ |
| 1.  | Newcastle United (A)    | 46  | 29 | 7  | 10 | 085:400 | +45   | 94     |
| 2.  | Brighton & Hove Albion  | 46  | 28 | 9  | 9  | 074:400 | +34   | 93     |
| 3.  | FC Reading              | 46  | 26 | 7  | 13 | 068:640 | +4    | 85     |
| 4.  | Sheffield Wednesday     | 46  | 24 | 9  | 13 | 060:450 | +15   | 81     |
| 5.  | Huddersfield Town       | 46  | 25 | 6  | 15 | 056:580 | −2    | 81     |
| 6.  | FC Fulham               | 46  | 22 | 14 | 10 | 085:570 | +28   | 80     |
| 7.  | Leeds United            | 46  | 22 | 9  | 15 | 061:470 | +14   | 75     |
| 8.  | Norwich City (A)        | 46  | 20 | 10 | 16 | 085:690 | +16   | 70     |
| 9.  | Derby County            | 46  | 18 | 13 | 15 | 054:500 | +4    | 67     |
| 10. | FC Brentford            | 46  | 18 | 10 | 18 | 075:650 | +10   | 64     |
| 11. | Preston North End       | 46  | 16 | 14 | 16 | 064:630 | +1    | 62     |
| 12. | Cardiff City            | 46  | 17 | 11 | 18 | 060:610 | −1    | 62     |
| 13. | Aston Villa (A)         | 46  | 16 | 14 | 16 | 047:480 | −1    | 62     |
| 14. | FC Barnsley (N)         | 46  | 15 | 13 | 18 | 064:670 | −3    | 58     |
| 15. | Wolverhampton Wanderers | 46  | 16 | 10 | 20 | 054:580 | −4    | 58     |
| 16. | Ipswich Town            | 46  | 13 | 16 | 17 | 048:580 | −10   | 55     |
| 17. | Bristol City            | 46  | 15 | 9  | 22 | 060:660 | −6    | 54     |
| 18. | Queens Park Rangers     | 46  | 15 | 8  | 23 | 052:660 | −14   | 53     |
| 19. | Birmingham City         | 46  | 13 | 14 | 19 | 045:640 | −19   | 53     |
| 20. | Burton Albion (N)       | 46  | 13 | 13 | 20 | 049:630 | −14   | 52     |
| 21. | Nottingham Forest       | 46  | 14 | 9  | 23 | 062:720 | −10   | 51     |
| 22. | Blackburn Rovers        | 46  | 12 | 15 | 19 | 053:650 | −12   | 51     |
| 23. | Wigan Athletic (N)      | 46  | 10 | 12 | 24 | 040:570 | −17   | 42     |
| 24. | Rotherham United        | 46  | 5  | 8  | 33 | 040:980 | −58   | 23     |

| (A) | Absteiger aus der Premier League 2015/16       |
| (N) | Aufsteiger aus der Football League One 2015/16 |

## Torschützenliste

Torschützenkönig mit 27 Saisontoren: Chris Wood (Leeds United)

| Pl. | Name              | Team                   | Tore |
| --- | ----------------- | ---------------------- | ---- |
| 1.  | Chris Wood        | Leeds United           | 27   |
| 2.  | Tammy Abraham     | Bristol City           | 23   |
| 2.  | Dwight Gayle      | Newcastle United       | 23   |
| 2.  | Glenn Murray      | Brighton & Hove Albion | 23   |
| 5.  | Jonathan Kodjia   | Aston Villa            | 19   |
| 6.  | Yann Kermorgant   | FC Reading             | 18   |
| 7.  | Cameron Jerome    | Norwich City           | 16   |
| 8.  | Scott Hogan       | Aston Villa            | 15   |
| 8.  | Anthony Knockaert | Brighton & Hove Albion | 15   |
| 8.  | Lasse Vibe        | FC Brentford           | 15   |

## Play-off-Spiele
Die Hinspiele der Halbfinalbegegnungen fanden am 13. und 14. Mai, die Rückspiele am 16. und 17. Mai 2017 statt. Das Finale wurde am 29. Mai 2017 im Wembley-Stadion ausgetragen.
|  | Halbfinale (Hinspiel/Rückspiel/Gesamt) | Halbfinale (Hinspiel/Rückspiel/Gesamt) | Halbfinale (Hinspiel/Rückspiel/Gesamt) | Halbfinale (Hinspiel/Rückspiel/Gesamt) | Halbfinale (Hinspiel/Rückspiel/Gesamt) |   |            | Finale im Wembley-Stadion | Finale im Wembley-Stadion | Finale im Wembley-Stadion |
|  |                                        |                                        |                                        |                                        |                                        |   |            |                           |                           |                           |
|  | 6                                      | FC Fulham                              | 1                                      | 0                                      | 1                                      |   |            |                           |                           |                           |
|  | 3                                      | FC Reading                             | 1                                      | 1                                      | 2                                      |   |            |                           |                           |                           |
|  | 3                                      | FC Reading                             | 1                                      | 1                                      | 2                                      | 3 | FC Reading | 0 (3)                     |                           |                           |
|  |                                        |                                        |                                        |                                        |                                        | 3 | FC Reading | 0 (3)                     |                           |                           |
|  |                                        | 5                                      | Huddersfield Town                      | 0 (4)                                  |                                        |   |            |                           |                           |                           |
|  | 5                                      | 5                                      | Huddersfield Town                      | 0 (4)                                  | Huddersfield Town                      | 0 | 1          | 1 (4)                     |                           |                           |
|  | 5                                      |                                        |                                        |                                        | Huddersfield Town                      | 0 | 1          | 1 (4)                     |                           |                           |
|  | 4                                      | Sheffield Wednesday                    | 0                                      | 1                                      | 1 (3)                                  |   |            |                           |                           |                           |

## Auszeichnungen während der Saison
| Monat          | Trainer des Monats                     | Spieler des Monats                 |
| -------------- | -------------------------------------- | ---------------------------------- |
| August 2016    | David Wagner (Huddersfield Town)       | Conor Hourihane (FC Barnsley)      |
| September 2016 | Alex Neil (Norwich City)               | Scott Hogan (FC Brentford)         |
| Oktober 2016   | Rafael Benítez (Newcastle United)      | Sone Aluko (FC Fulham)             |
| November 2016  | Steve McClaren (Derby County)          | Henri Lansbury (Nottingham Forest) |
| Dezember 2016  | Chris Hughton (Brighton & Hove Albion) | Sam Winnall (FC Barnsley)          |
| Januar 2017    | Jaap Stam (FC Reading)                 | Chris Wood (Leeds United)          |
| Februar 2017   | David Wagner (Huddersfield Town)       | Aiden McGeady (Preston North End)  |
| März 2017      | Paul Lambert (Wolverhampton Wanderers) | Tom Barkhuizen (Preston North End) |
| April 2017     | Carlos Carvalhal (Sheffield Wednesday) | Yann Kermorgant (FC Reading)       |